# Fulvia (paquebot)
Le Fulvia est un paquebot italien. À la suite d'un incendie, il coule le 19 juillet 1970. Ses cinq cents passagers et hommes d'équipage sont recueillis par le paquebot Ancerville et débarqués à Tenerife.

## Histoire
Le Fulvia a été construit en 1949 par les chantiers Netherlands Shipbuilding Company à Amsterdam pour la compagnie Norwegian America Line. Il est mis en service en 1949 sous le nom d'Oslofjord et effectue des traversées entre la Norvège et les États-Unis. En 1966, la compagnie Oy Finnlines Ab essaye de l'acheter, mais l’acquisition échoue. Entre novembre 1966 et février 1967, le paquebot est rénové par les chantiers NV Nederlandsche Dok en Scheepsbouw Maattschappij d'Amsterdam. Il est affrété par la compagnie Greek Line entre  décembre 1967 et octobre 1968. En décembre 1969, la compagnie Costa Armatori SpA Italie. et devient le Fulvia. Le 19 juillet 1970, une explosion dans la salle des machines force les personnes à bord d'évacuer le navire. Celui-ci coule peu de temps après alors qu'il est remorqué vers Tenerife à la position 29°57' N, 16°30' W. Les passagers et membres d'équipage du Fulvia sont récupérés par le paquebot Ancerville qui les débarque à Tenerife.

## Sources
- (se) L'histoire de l'Oslofjord sur le site www.faktaomfartyg.se